# حسن آل سليس
حسن آل سليس (مواليد 5 يوليو 2000) هو لاعب كرة قدم سعودي يلعب حاليًا في نادي الفتح.

## مسيرة اللاعب

### نادي الترجي
بدأ اللاعب في الفئات السنية في نادي الترجي .

### برنامج الابتعاث الخارجي
انضم لبرنامج الابتعاث السعودي لكرة القدم 2019 مع مجموعة من اللاعبين للابتعاث الخارجي لاكتساب الخبرات و المشاركة أمام فرق من مختلف الدرجات في إسبانيا وغيرها من الدول الأوروبية.

### نادي الاتفاق
وقع مع نادي الاتفاق للانتقال له بداية من صيف 2020 .

### نادي الفتح
وقع مع نادي الفتح للانتقال له بداية من صيف 2022.